# The Big City (película de 1928)

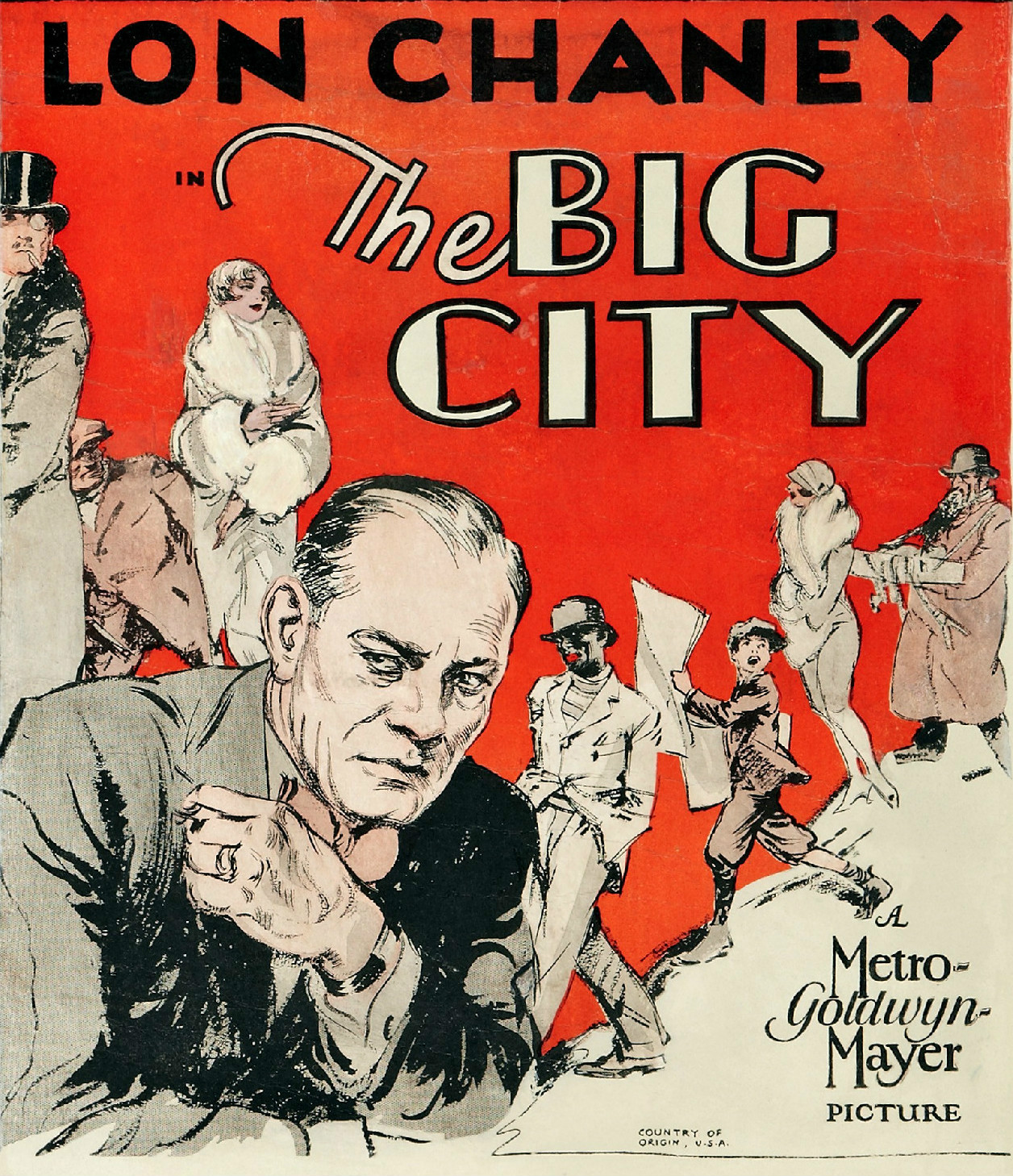
Cartel de la película o folleto publicitario.

The Big City es una película muda policíaca de 1928 estadounidense dirigida por Tod Browning y protagonizada por Lon Chaney. La película se considera perdida. La última copia conocida de la cinta había sido enviada a Australia a finales de los años 1950. La película fue regresada a MGM y colocada en sus bóvedas de archivos donde fue destruida en el mismo incendio que también acabó con London after Midgnight y A Blind Bargain en 1965. Un breve tráiler de la película sobrevive en la Cinemateca Francesa, en Francia. Esta fue la única película de Betty Compson en MGM.

## Argumento
Chuck Collins es el jefe de una banda de delincuentes que utiliza la tienda de disfraces de Helen, su cómplice, para esconder las joyas y objetos preciosos de los botines simulando que son adornos de las prendas. Sunshine, una empleada de la tienda, acaba convenciendo a los dos de redimirse, mientras los otros miembros de la banda terminan en problemas.

## Reparto
- Lon Chaney como Chuck Collins
- Marceline Day como Helen
- Matthew Betz como Red
- Betty Compson como Sunshine
- John George como El árabe
- James Murray como Curly
- Virginia Pearson como Tennessee
- Walter Percival como Grogan
- Lew Short como O'Hara
- Eddie Sturgis como Blinkie
- Nora Cecil como casera (sin acreditar)
- Clinton Lyle como gánster (sin acreditar)
- Della Peterson como bailarina (sin acreditar)
- George H. Reed como camarero negro (sin acreditar)